# Taï
Pour les articles homonymes, voir Tai.
Taï  est une localité de l'ouest de la Côte d'Ivoire de la région du Cavally, enclavée entre le Parc national de Taï et le fleuve Cavally faisant frontière avec le Libéria. Autrefois, sous-préfecture du département de Guiglo, Taï a été érigée, le 22 mars 2013, en département (département de Taï) ayant pour chef-lieu la commune de Taï. Deux sous-préfectures y sont rattachées, à savoir Taï et Zagné. Taï possède donc une sous-préfecture et une préfecture.
Taï est le fief de deux groupes ethniques autochtones : les Oubi et les Dao. Les Oubi sont un groupe ethnique faisant partie du groupe des peuples Krou. On les retrouve dans la commune de Taï et dans une dizaine de villages au sud de celle-ci comme les villages de : Gouléako 1, Gouléako 2, Paulé-Oula, Diéré-Oula, Port-Gentil, Tiolé-Oula, Sakré et Ziriglo. Les Dao, quant à eux, sont Guéré (Wé) qui font également partie de la grande famille des Krou. Les Dao sont regroupés sur deux villages aux portes de la commune de Taï en allant vers le nord : les villages de Daobly et de Ponan.
On y rencontre également d’autres groupes ethniques ivoiriens comme les Malinkés, les Baoulés, les Sénoufos et les Dan ainsi que des ressortissants ouest-africains comme notamment des Maliens, des Bukinabés, des Guinéens, des Libériens des Nigériens et des Mauritaniens.

## Climat
Le climat à Taï est chaud et humide toute l’année avec des températures en moyenne autour de 26 °C. Ce climat est divisé en quatre saisons :
- Une grande saison des pluies allant de mars-avril jusqu’à mi-juillet où des vents humides en provenance de l’océan Atlantique occasionnent de nombreux orages et de grandes précipitations.
- Une petite saison sèche vers mi-juillet à septembre où les pluies sont rares mais le ciel reste très couvert.
- Une petite saison des pluies allant de septembre à novembre avec des petites pluies.
- Une grande saison sèche allant de décembre à février-mars dont une période en décembre est caractérisée par une grande fraîcheur la nuit et le matin due en partie aux alizés du nord appelés l’harmattan.

## Politique et administration
Le deputé actuel du département de Taï est M. Gnonkonté Gnonsoa Desiré, qui fut également maire de la commune de 1995 a 2018.
Le maire actuel de la commune de Taï est M. Bayalla Kouyé Maya Hippolyte.
Le préfet actuel du département de Taï est M. Mamadou BAKAYOKO (M. Siba N’Guessan Konan Édouard, étant le précédent et M. Aka Kouassi Bio étant le premier préfet) 
Le sous-préfet actuel de Taï est M. DAGNOGO Klanon (M. Zan Bi Goré Adolphe étant le précédent). 
Le sous-préfet actuel de Zagné est M. ASSE Konan Abel (M. Ouattara Mory étant le précédent).

## Population et Société

### Enseignement
La Commune de Taï dispose de plusieurs écoles primaires, d’un jardin d’enfants, d’un lycée public et de deux lycées privés.

## Économie
L'économie locale est basée principalement sur l'agriculture et l'élevage. L’agriculture : hévéa, cacao, café, colatier, riz, maïs, manioc, bananes plantain, bananes douces, igname, taro, patate, aubergine, piment, gombo, laitue et haricot. L'élevage traditionnel : bovin, ovin, caprin, porcin, aviculture. La pêche traditionnelle et la pisciculture.

### Écotourisme, tourisme insolite et tourisme durable

#### Nature et Culture à Taï: un projet communautaire d'écotourisme et tourisme insolite basé sur le genre
Aux portes du célèbre parc, auquel la localité de Taï a donné son nom, le parc national de Taï (Patrimoine mondial de l'Unesco), un projet communautaire d'écotourisme basé sur le genre a été développé. Ce projet propose des activités touristiques basées sur un concept de Nature et Culture afin de mettre en valeur le patrimoine exceptionnel de Taï et de sa région. Les partenaires de ce projet communautaire d'écotourisme et de tourisme insolite sont la Wild Chimpanzee Foundation (WCF), la Mairie de Taï et l'Office Ivoirien des Parcs et Réserves (OIPR).

#### L'écomusée de Taï
Construit à la fin de l'année 2012 et inauguré en juin 2014, l'écomusée, situé à l'entrée de la commune de Taï, a pour mission d'agir comme centre d'accueil pour accompagner les visiteurs tout au long de leur séjour à Taï et dans le parc national de Taï (hébergement, excursions, visites et spectacles traditionnels personnalisées). Par ailleurs, l'écomusée propose également une rétrospective des 34 ans de recherche sur les célèbres chimpanzés "casseurs de noix " dans le parc national de Taï. Cet édifice se veut être un des vecteurs de transmission du patrimoine naturel et culturel de la région en sensibilisant jeunes et adultes par le biais de présentations, de diffusions de documentaires, de jeux ludiques et pédagogiques et par un soutien actif à l'artisanat local (exposition et vente d'objets artisanaux).

#### Hébergement insolite et tourisme solidaire dans le village de Gouléako 1
Le village de Gouléako 1 (appelé également Trois Cailloux se trouve au sud de Taï à environ 10 minutes en voiture. Ce village fait partie des villages de l'ethnie Oubi de la famille des Krou. Dans le cadre du projet d'écotourisme communautaire, le village de Gouléako 1 et ses habitants avec l'aide de M. Thierry Fabbian, coordinateur de l'écotourisme pour la Wild Chimpanzee Foundation, se sont mobilisés afin de proposer des activités touristiques authentiques inspirées des vraies traditions Oubi. Par ailleurs, un écolodge traditionnel composé de cases rondes en banco (en pisé) propose aux touristes de passage un hébergement très confortable. Le lodge insolite du village de Gouléako 1 est géré par un groupement de femmes.

#### Le parc national de Taï
Le parc national de Taï d’une superficie de 5'400 km2 est l'un des derniers grands blocs forestiers de forêt primaire tropicale de l’Afrique de l’Ouest. Il est prolongé au nord par la réserve de faune du N’Zo.
Classé comme réserve de la biosphère en 1978 et comme patrimoine mondial de l’Humanité en 1981 par l’UNESCO, le parc national de Taï possède un fort taux d’endémisme tant au niveau des plantes que des animaux. Plus de 200 espèces de plantes dans le parc sont endémiques pour l’Afrique de l’Ouest ainsi que d’importants mammifères comme l’hippopotame pygmée, les céphalophes de Jentink et d’Ogilby, plusieurs espèces de singes uniques pour la région ainsi que près de 24 espèces d’oiseaux,. 
Le parc National de Taï héberge également une des plus importantes populations de chimpanzés d’Afrique de l’Ouest (Pan troglodytes verus) célèbre par un comportement unique pour toute l’Afrique qui en font une
population spécialement intéressante au niveau scientifique ainsi que de grande valeur de conservation.

## Villes voisines
- Zagné (au nord)
- Guiglo (au nord)
- Para (au sud)
- Djouroutou (au sud)

## Villages et campements voisins
Au Sud:
- Kouadiokro (au sud)
- Gouléako 1 ou Trois Cailloux (au sud)
- Gouléako 2 (au sud)
- Paulé-Oula (au sud)
- Diéré-Oula (au sud)
- Port-Gentil (au sud)
- Tiolé-Oula (au sud)
- Sakré (au sud)
- Ziriglo (au sud)

Au Nord:
- Daobly (au nord)
- Ponan (au nord)
- Gahably (au nord)
- Zaïpobly (au nord)
- Kéïbly (au nord)

- Djidoubaye (au nord)
- Goulégui-Bèouè (au nord)
- Tienkoula (au nord)
- Vodelobly (au nord)

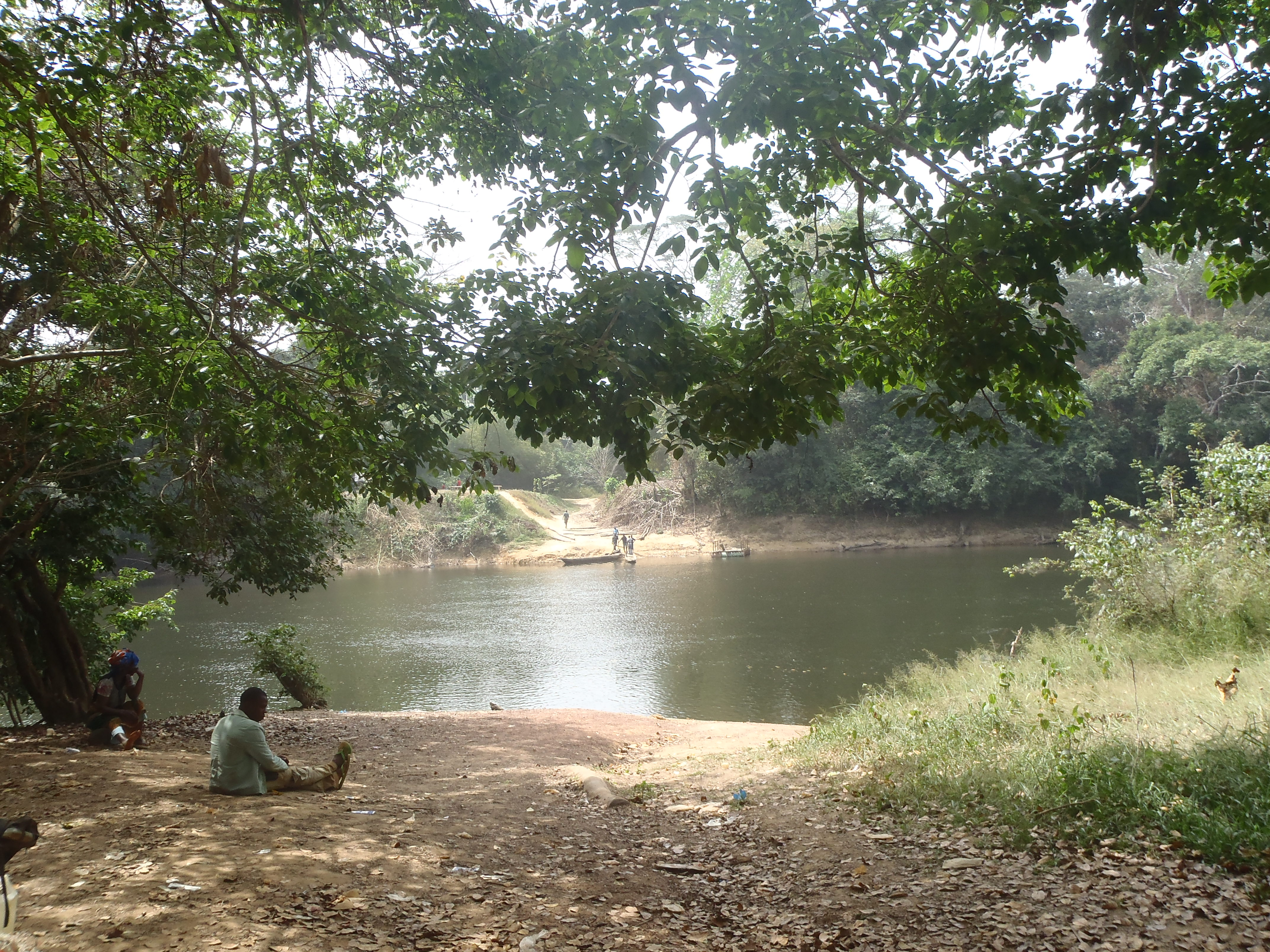
Taï, commune de Côte d'Ivoire. Frontière avec le Liberia, point de passage sur le Cavally

Au Liberia (de l'autre côte de la frontière): 
- Tempo (à l'ouest)

## Jumelage
- Lure (France)